# Emil Sjögren
Johan Gustav Emil Sjögren est un compositeur suédois né le 16 juin 1853 à Stockholm et mort le 1er mars 1918 à Knivsta.
Né à Stockholm, Sjögren entre au Conservatoire de Stockholm à 17 ans et continue ensuite ses études au Conservatoire de Berlin.
À partir de 1890, il sert comme organiste au Sankt Johannes kyrka de Stockholm jusqu'à peu de temps avant sa mort, le 1er mars 1918.
Sjögren est connu pour ses lieder et sa musique pour piano. Parmi ses autres œuvres, on trouve trois préludes et fugues pour orgue, cinq sonates pour violon, ainsi que des pièces pour chœur.
Entre 1901 et 1914, Emil Sjögren allait fréquemment à Paris,  où il donnait de nombreux concerts avec ses propres oeuvres. Les violonistes Jacques Thibaud, Georges Enesco et l’organiste Alexandre Guilmant y jouaient sa musique, tout comme un grand nombre d’autres musiciens et chanteurs, scandinaves, français et autres. Il gagna une certaine célébrité à Paris pendant cette période.